# Philautus similipalensis
Philautus similipalensis é uma espécie de anfíbio da família Rhacophoridae.
É endémica da Índia.
Os seus habitats naturais são: florestas secas tropicais ou subtropicais .